# Fallen (album, Evanescence)
Fallen je první studiové album americké skupiny Evanescence. Vydáno bylo v březnu roku 2003 společnostmi Wind-up Records a Epic Records a jeho producentem byl Dave Fortman, který s kapelou spolupracoval i na pozdějších nahrávkách. V hitparádě Billboard 200 se album umístilo nejlépe na třetí příčce. V několika zemích se stalo platinovým.

## Seznam skladeb
1. „Going Under“ – 3:35
2. „Bring Me to Life“ – 3:36
3. „Everybody's Fool“ – 3:16
4. „My Immortal“ – 4:23
5. „Haunted“ – 3:05
6. „Tourniquet“ – 4:38
7. „Imaginary“ – 4:16
8. „Taking Over Me“ – 3:49
9. „Hello“ – 3:40
10. „My Last Breath“ – 4:07
11. „Whisper“ – 5:27